# クレーン

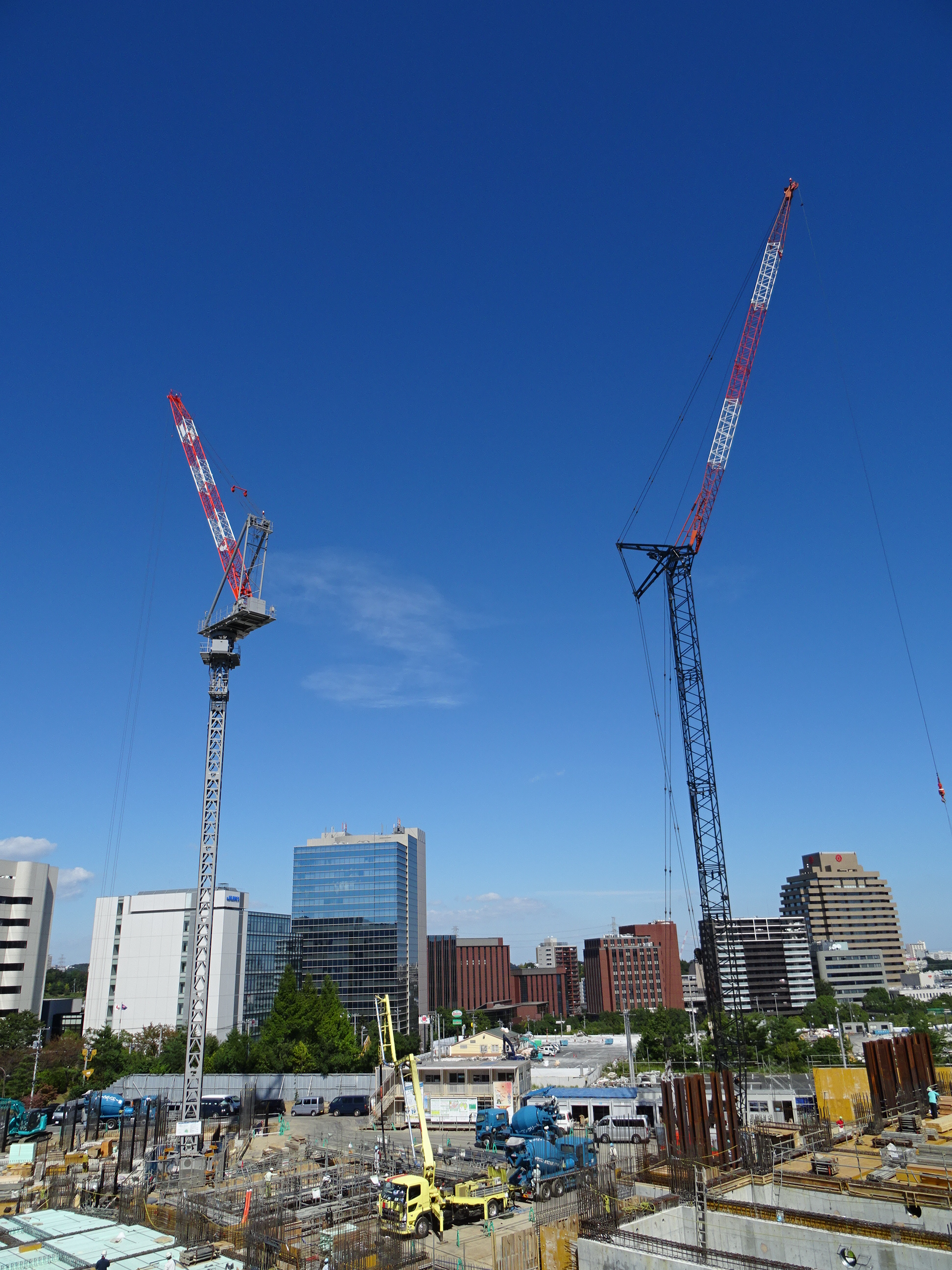
タワークレーン（左）とクローラークレーン（右）
（東京都多摩市）

クレーン（英: crane、クレィン）は、荷物を吊り上げたうえで移動させる機械である。起重機（きじゅうき）とも。

## 概要
クレーン（crane）とは本来「鶴」のことであり、首の長い鳥が首を伸ばした形に似ることからその名がついた。
紀元前6世紀末までに古代ギリシャで発明され、最初は人の力では持ち上げられない物を吊り上げる装置として発展し、その後、吊り上げるだけでなく、水平方向に移動させる機能も追加されるようになった。→#歴史
現在の日本の法律では、以下のように、クレーンは「荷を動力を用いてつり上げ、およびこれを水平に運搬することを目的とする機械装置」とされており、「揚貨装置および機械集材装置」は含まれない。
1. 荷を動力を用いてつり上げ（人力によるものは含まない）
2. これを水平に運搬することを目的とする機械装置（人力によるものも含む）

したがって、荷のつり上げのみを行う機械装置はクレーンではない。荷のつり上げを人力で行う機械装置は、荷の水平移動が動力であってもクレーンではない。荷のつり上げを動力で行う機械装置は、荷の水平移動が人力であってもクレーンである。また、クレーン等安全規則により、移動式クレーンやデリックは、クレーンに含まない。
ただし、移動式クレーンやデリックをクレーンに含める場合もあるので、呼称の範囲に注意が必要である。

## 歴史

### 古代中東
古代の建造物としてはエジプトのピラミッドが知られているが、当時はまだクレーンは存在せず、ゆるやかに作ったスロープからコロを使って巨石を頂上まで運んでいたとされる。世界最古のクレーンは、灌漑に用いられた撥ね釣瓶だとされている。撥ね釣瓶はメソポタミアで紀元前3000年頃に発明された。紀元前2000年頃の古代エジプトでも見られる。

### 古代ギリシャ

トリスパストス（定格150キログラム）

重いものを吊り上げるクレーンは、紀元前6世紀末までに、古代ギリシャで発明された。紀元前515年にはギリシャ寺院の石材に吊り上げ用の加工が施されるようになっていたことが、考古学的に明らかとなっている。この加工自体やその位置から、クレーンが使われていた可能性が高いと考えられている。
ウインチとプーリーが発明されると、すぐに、スロープに変わって、クレーンが吊り上げ作業の主役となった。引き続く200年の間、古代ギリシャ建築では、それまでの大きい石材に代わって、吊り上げ作業に適した複数の小さい石材が使われるようになった。アルカイック期に石材が大きくなり続けたのに対して、パルテノン神殿が建設された時代のギリシャ寺院では、15 - 20トン以下の石材が利用され続けている。また、柱の構造についても、単体の石材を立て起こすことはなくなり、複数の石材を組み合わせるようになった。
ギリシャでこのような変化があった理由は不明だが、ギリシャの社会的政治的状況は、多数の労働者を動員するよりも少数の建設技能者を雇用するのに適していたと考えられる。このため、ギリシャのポリスでは、古代エジプトやアッシリアで見られた労働集約的な斜面による方法よりも、クレーンが好まれたと言われている。
プーリーブロックについて初めて言及しているのは、アリストテレス（紀元前384 - 322年）のMechanical Problems （Mech. 18, 853a32-853b13）であるが、後世に追記された部分であるとも言われている。ただし、同時期に、古代ギリシャ寺院の石材が再び大きくなり始めており、複雑なプーリーブロックが使われるようになったことを裏付けている。
また、古代ギリシアの演劇でも劇場に設置されておりデウス・エクス・マキナと呼ばれる手法などに使われた。

### ローマ帝国

ポリスパストス（定格450キログラム）

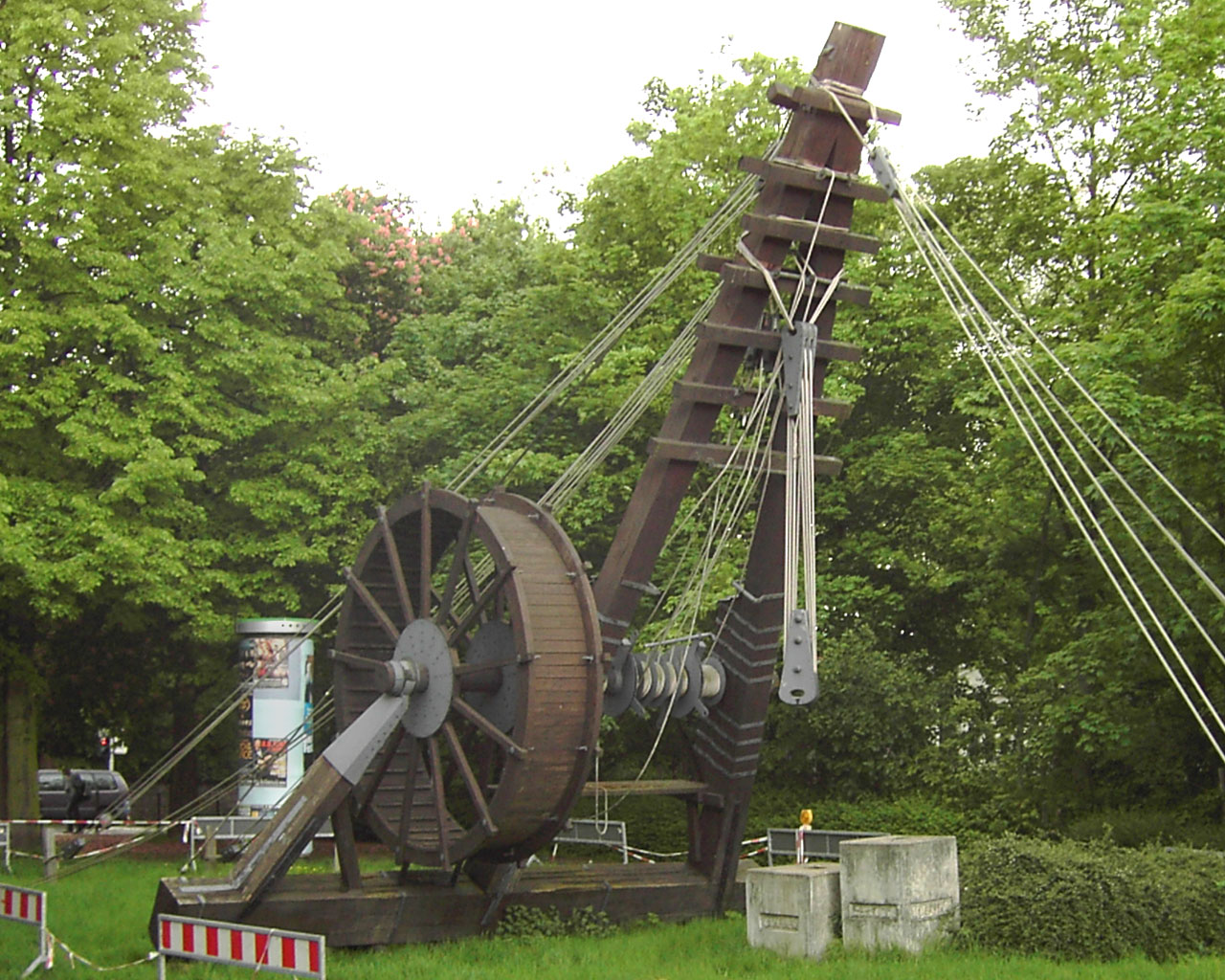
ボンにて復元されたトレッドウイール式ポリスパストス

古代で最も盛んにクレーンが使われたのは、ローマ帝国であった。様々なものが建てられ、建設物も大きくなった。ローマ帝国はギリシャのクレーンを取り入れ、発展させた。ウィトルウィウス（「デ・アーキテクチュラ」 De Architectura 10.2, 1-10）やアレクサンドリアのヘロン（Mechanica 3.2-5）といった技術者たちが、ローマ帝国のクレーン技術について記録している。また、1世紀末のクイントゥス・ハテリウスの墓石には、トレッドウイール・クレーンのレリーフが2つ残されている。
ローマ帝国の最も単純なクレーンは、トリスパストス（trispastos）と呼ばれ、単純なジブとウインチ、ロープ、プーリー3枚で構成されるブロックから成っていた。人力で吊り上げられる重量が一人50キログラムとすると、このクレーンを使えば、一人で3倍の150キログラムを吊り上げられる。荷重に応じて、プーリーを5枚にしたり、さらにこのプーリーブロックを3台使用して、1 - 2本マストを増設することも行われた。このクレーンはポリスパストス（polyspastos）と呼ばれ、4人ずつがクレーンの両側に配置されることで、合計3,000キログラムを吊り上げられた（ロープ3本 × プーリー5枚 × 4人 × 50キログラム = 3,000キログラム）。ウインチの代わりに、直径が大きいトレッドウイールを用いると、半分の人数で二倍の6,000キログラムを吊り上げられた。古代エジプトのピラミッドではスロープを利用して2.5トンの石材を50人で積み重ねたのに対して、古代ローマでは1人で3トンを吊り上げており、60倍効率が良かった。
しかし、現存する数多くの古代ローマ建築では、ポリスパストスで吊り上げられるよりも重い石材が使われており、一台のクレーンの能力以上のものを吊り上げる方法があったことが分かる。例えば、バールベックのジュピター神殿では、アーキトレーブに使われた石材は60トンあり、コーニスの端の石材は100トン以上である上、これらは全て約19メートルの高さに設置されている。また、トラヤヌスの記念柱では、高さ34メートルにある柱頭の石材は53.3トンもある（詳細は、トラヤヌスの記念柱#建設を参照のこと）。
こういった特別に重いものを吊り上げるには、以下の方法が取られたと考えられる（下記のルネッサンス時代も参照のこと）。まず、ヘロンによって示唆されているように、吊り上げ塔の4つのマストを四角形と平行に並べ、攻城塔とは違って、中央に柱を据える（Mechanica 3.5） 。そして、キャプスタンを吊り上げ塔の周りに配置する。キャプスタンは、トレッドウイールよりも効率は落ちるが、沢山の人や使役動物を配置できる利点があった。このようなキャプスタンの使い方は、357年のチルコ・マッシモのオベリスク建設記録の中で、アンミアヌス・マルケリヌス（17.4.15）も触れている。キャプスタン単体の吊り上げ能力は、石材の吊り穴の数から推測できる。バールベックのアーキトレーブの場合、石材が55 - 60トンあるのに対して、吊り穴は8箇所であり、穴1箇所あたり、即ちキャプスタン1台あたり、7.5トンを吊り上げられたと考えられる。このような重量物の吊り上げには、各キャプスタンに従事するグループ間での協力が大変重要であった。
また、シチリアのアルキメデスは（当時としては）巨大なクレーンを製作して、ローマ軍の軍船を吊り上げ、転覆させたと言われている。（詳しくはen:Claw of Archimedesを参照のこと）

### 中世

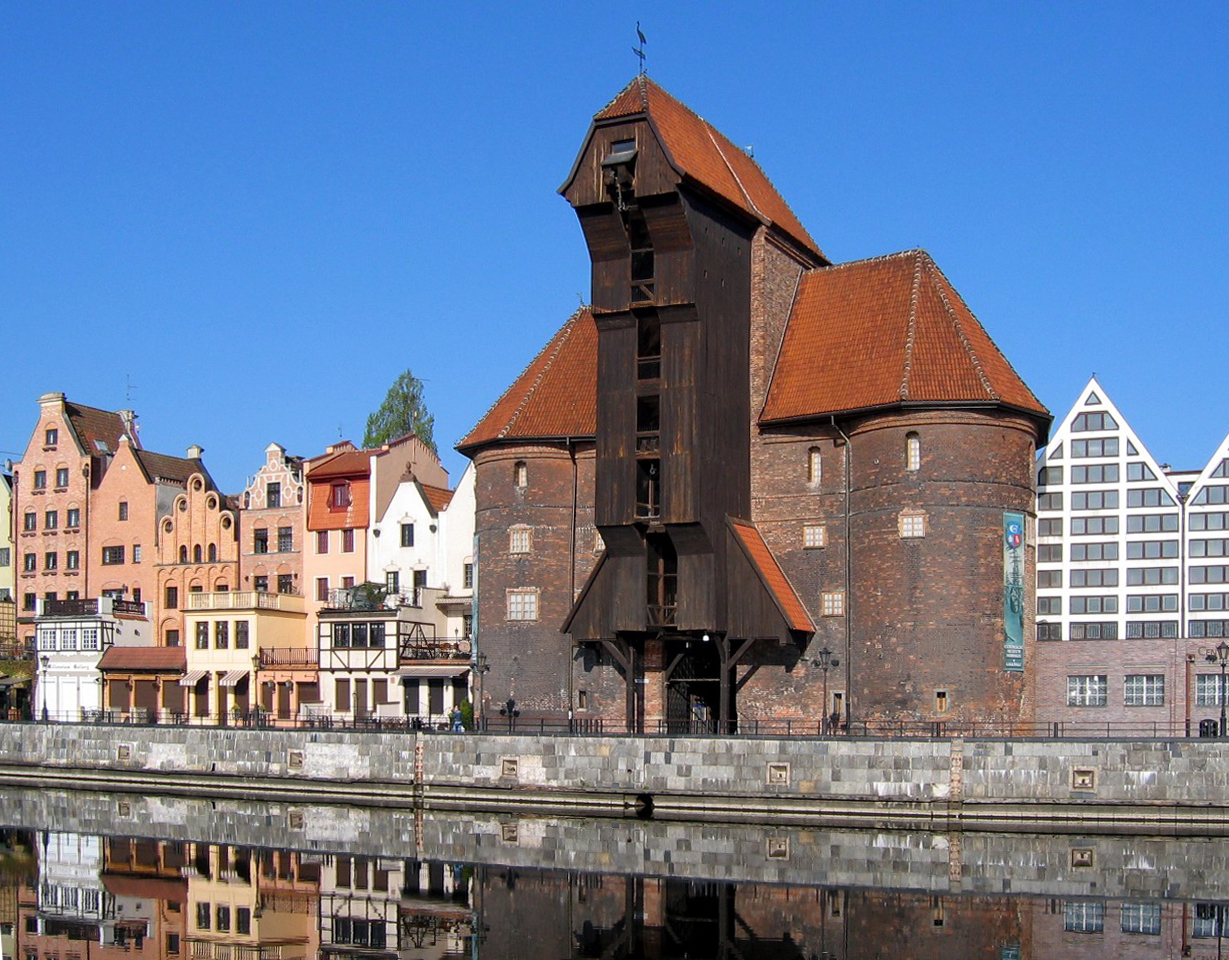
グダニスクの15世紀の港湾クレーン

トレッドウイール・クレーンは、西ローマ帝国の崩壊以降、使われなくなった。しかし、中世盛期になって、再度、より大規模に使われるようになった。この時代のトレッドウイール（マグナ・ロータ）の最古の記録は、1225年のフランスで見られる。また、1240年のフランス起源と思われる記録も残っている。港湾クレーンの最古の記録は、ユトレヒトで1244年に、アントウェルペンで1263年に、ブルッヘで1288年に、ハンブルクで1291年に、それぞれ見られる。一方、イングランドでは、1331年以前のトレッドウイールの記録はない。

ピーテル・ブリューゲルのバベルの塔で描かれたダブル・トレッドウイール・クレーン

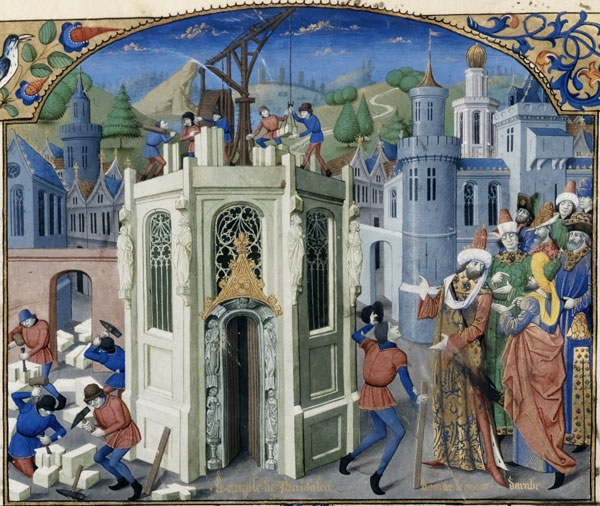
建物の上に設置されたシングル・トレッドウイール・クレーン

一般的に、クレーンによる吊り上げは、従来の方法よりも安全で安価であった。港湾や鉱山、ゴシック建築に代表される建設現場では、クレーンがよく使われた。しかし、トレッドウイールや一輪車といった新しい機械は、従来の梯子やホッド、二輪車といった従来の労働集約的な方法を完全には置き換えなかったことが、当時の文献や絵画から示唆される。むしろ、中世では、新旧の方法は建設現場や港湾で共存していた。また帆船のマストや帆桁をクレーンの代用として使うことはよくあった。
トレッドウイール以外にも、放射状のスポークとクランクによる巻き上げ機や、15世紀以降は、操舵輪のような巻き上げ機などが、中世の絵画に描かれている。また、少なくとも1123年には、回転時の衝撃を抑えたり、吊り上げのスピードを維持したりするため、フライホイールが使われるようになった。
トレッドウイール・クレーンが再び使われるようになった過程は定かではないが、ゴシック建築の登場と関係することは間違いない。新しい巻き上げ機が発達した結果として、トレッドウイールが再登場したとも考えられる。あるいは、ウィトルウィウスのデ・アーキテクチュラは修道院の図書館で読めたので、それを参考にしたとも考えられる。また、水車と構造が似ているため、その効率の良さを見て、トレッドウイールを思いついた可能性もある。

#### 構造と設置方法
中世のトレッドウイールは、大きな木製のホイールが回転軸を中心に回転するようになっており、2人の作業員がホイールを回して歩ける広い通路が備えられていた。初期のホイールはスポークで直接車軸を回していたのに対して、リムのような弦状の部品が追加されたホイールも登場した。このホイールを使うと、車軸を太くできて、構造上有利であった。
一般に信じられているのとは異なり、中世の建設用クレーンは、軽い足場の上やゴシック建築教会の薄い壁には、設置されなかった。むしろ、クレーンは建設開始時には地面に設置され、建物間に置かれることが多かった。工程が進み、上階の床が完成して、天井の太い梁が壁と壁をつないだ後、クレーンは梁に移設され、ドーム天井の建設に使用された。実際、イングランドの教会の塔では、補修用として残された建設用クレーンは、ドーム天井と屋根の間に設置されている。
少数ではあるが、壁の外に仮設の柱とともに設置されたクレーンが描かれた絵画も残っている。

#### 仕組みと使用方法

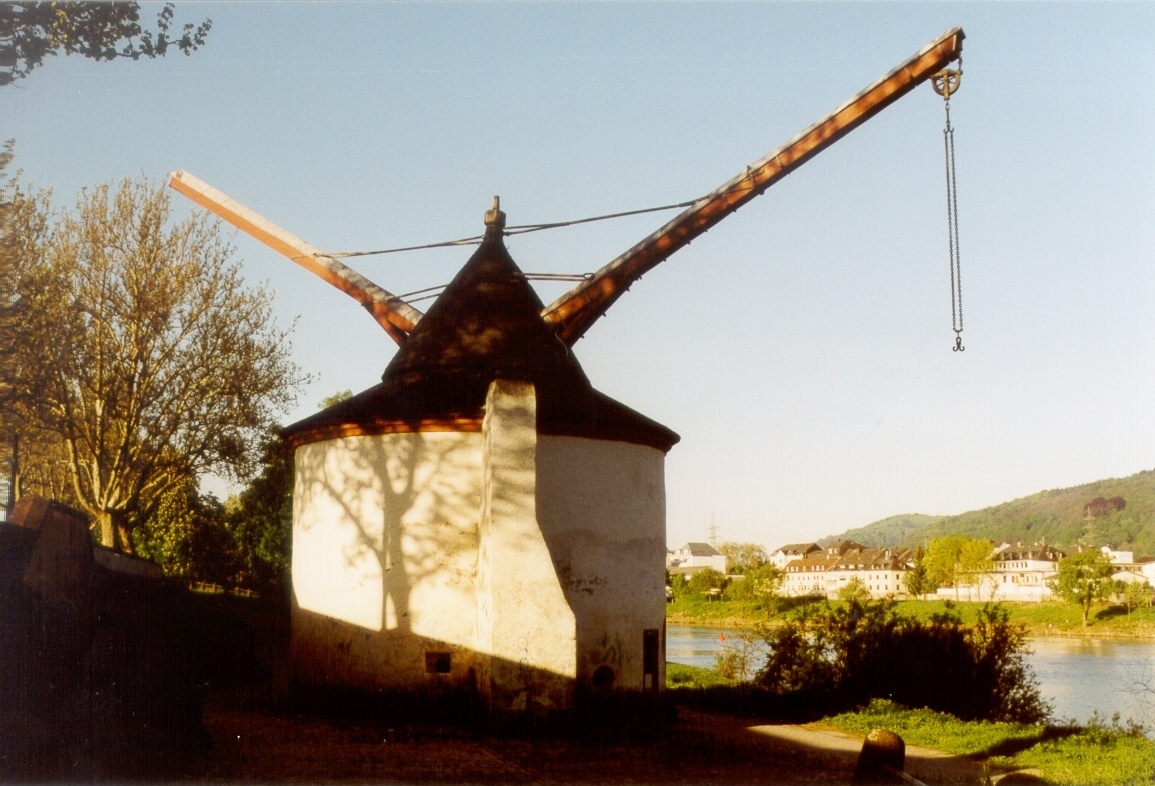
1413年にトリーアの内港に設置されたタワークレーン

現代のクレーンとは異なり、古代ギリシャやローマと同様、中世のクレーンは垂直方向の吊り上げ能力はあったが、水平方向の荷の移動には使われなかった。そのため、吊り上げ作業は、現在とは様子が違った。例えば、建設現場では、クレーンは石材を地面から設置位置まで直接吊り上げた。また、反対側にもう一台設置されて、二箇所同時に壁を構築することもあった。ただし、クレーン作業の指示を出す親方は、吊り荷に付けた細いロープで、吊り荷を動かすことがあった。回転できるクレーンは、特に港湾作業に向いており、1340年には登場した。切石がスリングで直接吊り上げられたのに対して、他の吊り荷はパレットやかご、木箱、樽などに入れて吊り上げられた。
中世のクレーンには、ラッチやブレーキなどの落下防止装置は、ほとんど備えられていなかった。中世のトレッドウイールは摩擦抵抗が大きく、暴走は稀であったためと考えられる。

#### 港湾クレーン

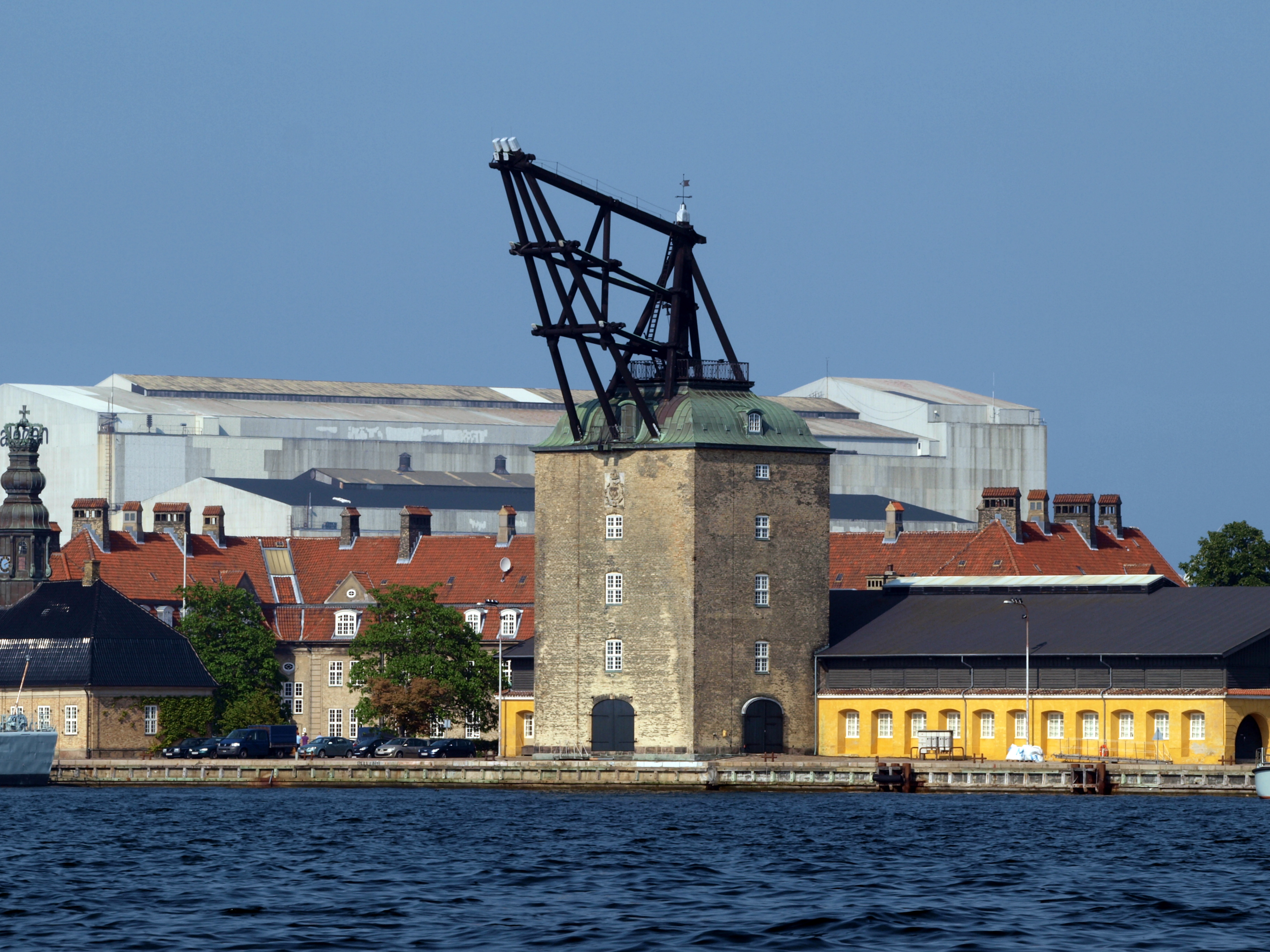
1742年に設置されたコペンハーゲンのクレーン（大型船のマストを設置するために使われた）

港湾の定置式クレーンは、中世に新しく登場したと考えられる。一般的な港湾クレーンは、トレッドウイールが2台設置され、本体が回転するようになっていた。港湾クレーンは岸壁のそばに設置され、シーソーやウインチ、帆桁などを使った古い方法を置き換えていった。
港湾クレーンは、地域によって形状が異なった。フラマンやオランダの沿岸では、垂直軸を回転するガントリークレーンが一般的であった。一方、ドイツの海や内陸の港では、塔に設置されたジブと屋根が回転するタワークレーンが一般的であった。地中海やイタリアの主要な港では、タラップを利用した労働集約的な荷役方法に依存し続けたため、港湾クレーンは普及しなかった。
建設現場では、石工の作業速度がクレーンよりも遅かったため、吊り上げ作業の速度は問題にならなかった。しかし、港湾クレーンでは、トレッドウイールを2台設置して、速度向上を図った。トレッドウイールは直径4メートル以上と推測され、回転軸と同時に動いた。港湾クレーンの吊り上げ能力は、船の貨物重量に対応して、2 - 3トンであった。当時の港湾クレーンは、ヨーロッパ全体で15基残っている。また、造船の際にマストを設置するためのクレーンが、グダニスクやケルン、ブレーメンなどで見られた。こうした固定式のクレーン以外にも、港内で自由に動けるクレーン船も14世紀までには使われていた。

### 近世

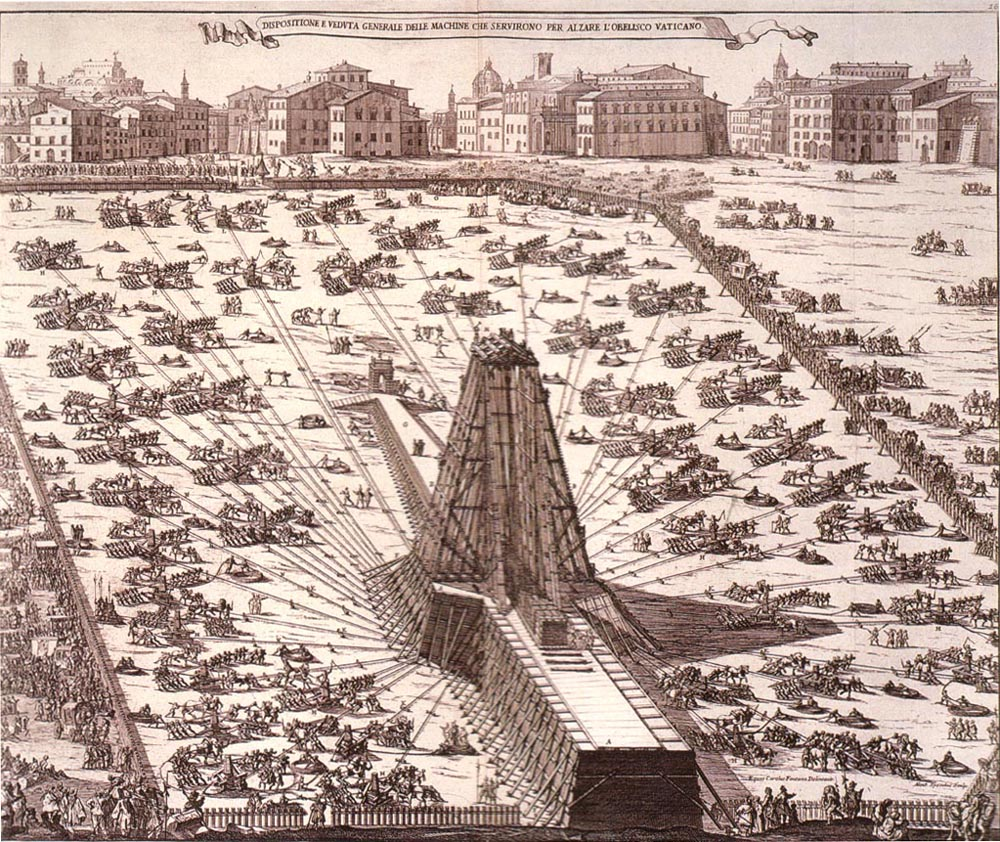
1586年に行われたバチカン・オベリスクの移設作業

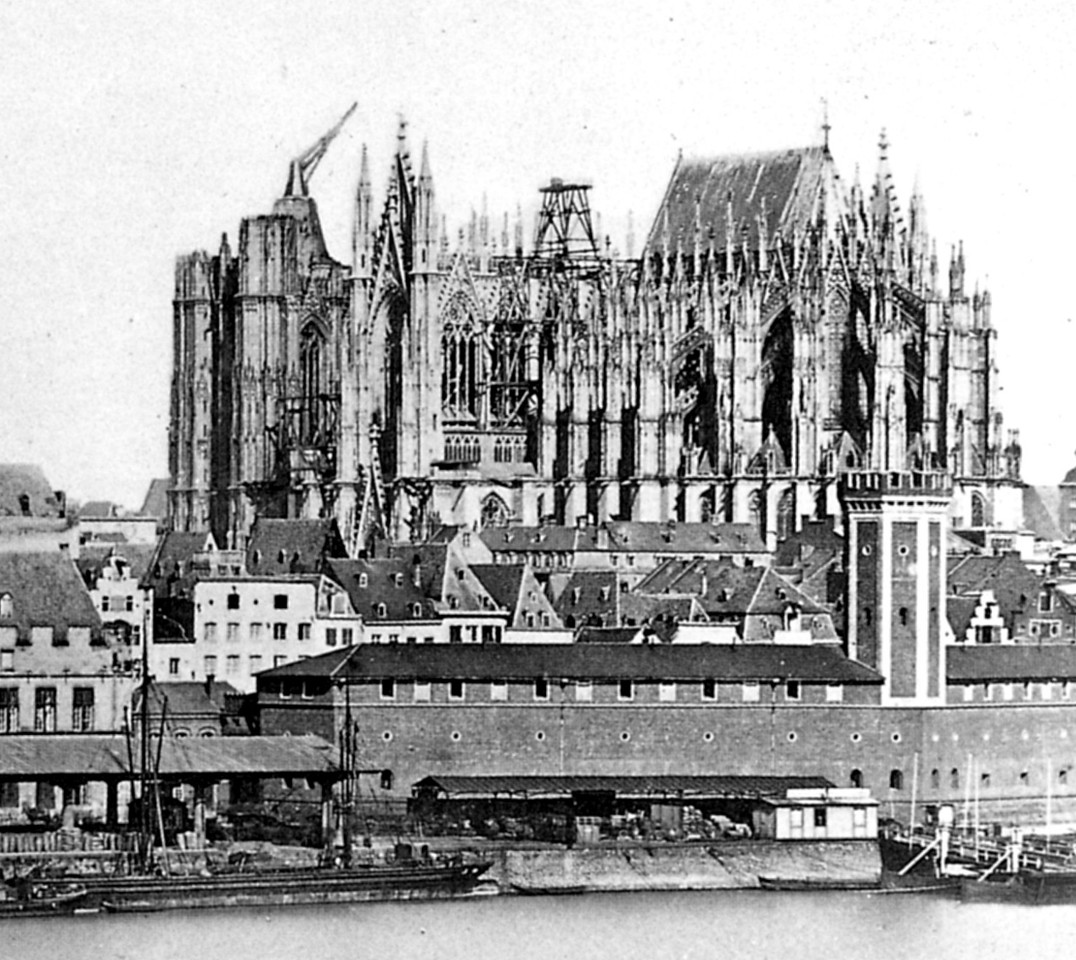
1856年に撮影された建設中のケルン大聖堂（南側に15世紀のクレーンが見られる）

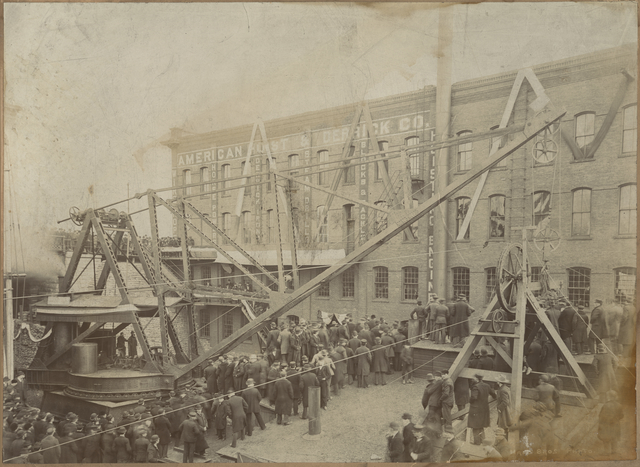
1895年、アメリカン・ホイスト時代のアメリカン・クレーンのクレーン。

1797年にドイツで製作されたクレーンは、今もハノーバー州リューネブルクに現存している。大きな車輪がついており、その中に人間が入って歩くことにより車輪が回転して、鎖を巻き取って吊り上げる構造になっている。
古代ローマと同様の高効率の吊り上げ塔は、1586年にルネサンス建築家のドメニコ・フォンターナが、361トンのローマのバチカン・オベリスクを移設する際に用いた。ドメニコの記録によると、バランスが崩れると一本のロープに荷重が掛かり過ぎて、ちぎれてしまうため、複数の吊り上げ作業班が同時にロープを引くことが大変重要であった。

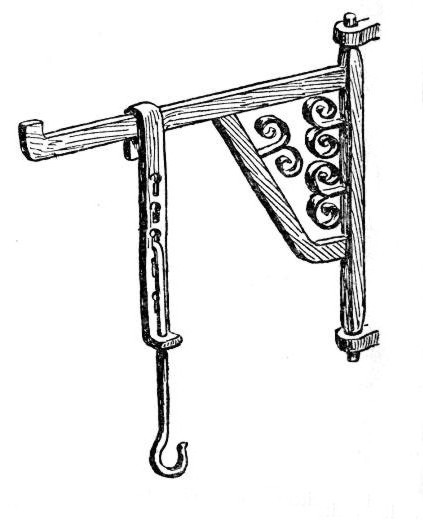
暖炉用クレーン

また、家庭内でもクレーンが使われた。クレーンは、煙突や暖炉に設置され、ポットやケトルを火にかけられるような回転式であった。高さは自在鉤で調整した。

### 産業革命

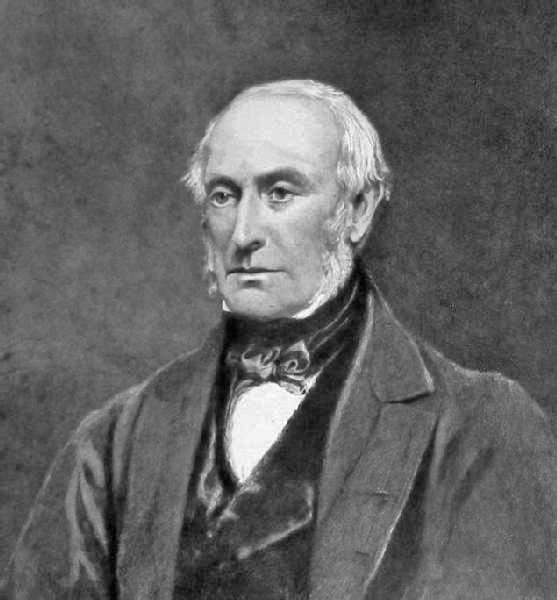
アームストロング男爵

産業革命後、最初の現代的なクレーンは、港湾の荷役作業用に設置された。1838年に、ウィリアム・アームストロングが水力によるクレーンを設計した。水圧によってシリンダーが押し下げられて、これがチェーンを引き、荷を吊り上げる仕組みであった。シリンダーに入る水の量は、クレーンの荷重に応じて制御された。
1845年にニューカッスル・アポン・タインで貯水池から各家庭への管路式の水道が計画された際に、アームストロングは、地形の高低差による水圧を利用して、自身が設計したクレーンを波止場に導入するよう提案した。従来のクレーンよりも早く安く作業ができるという主張であった。この提案は採用され、追加のクレーンが3台設置されるほどの大成功であった。
この成功を経て、アームストロングは、水力式のクレーンと機器を生産するため、1847年にアームストロング・ホイットワースをニューカッスルに設立した。会社設立後すぐ、エジンバラ・ノーザン鉄道とリヴァプール港の水力クレーンやグリムズビーのドッグゲートの水力機器を受注した。会社は急速に成長し、1850年には300人の従業員で45台のクレーンを生産するだけであったのが、1860年代には4,000人で年間100台以上のクレーンを生産するようになった。
アームストロングは、このクレーンを改良し続けた。最大の発明は、水圧アキュムレータである。クレーンに適した水圧を得られない場合、給水塔を建てて圧力を稼ぐことが一般的であったが、ハンバー川沿岸の都市では砂地盤に給水塔を建てることが困難であった。そのため、荷重の掛かったプランジャーを内蔵した鋳鉄製シリンダーを製作した。プランジャーの荷重がシリンダー内部の水圧を保つ仕組みだった。このアキュムレータは大量の水の圧力を維持することができたため、クレーンの能力向上につながった。
1883年にイタリア海軍に納入されたアームストロングのクレーンは、1950年代まで使われ、今でもヴェネツィアに残っている。

### 日本における歴史
日本においては貞観9年（867年）頃、東大寺大仏修復作業において斎部文山が「雲梯之機」なるクレーンを使用したことが、日本三代実録に記載されている。雲梯とは本来は古代中国の攻城用の折りたたみ式の梯子車のことであるが、その梯子の先に滑車を取り付け、綱をかけて、轆轤で綱を手繰り寄せ、大地震で落下した大仏の頭を引っ張り上げたとされている。

## 構造
固定式のクレーンは移動範囲が限られているため、動力源として電力の供給が容易である電動機を主に使用する。給電は分電盤よりトロリーを通じて行われるか、電線をとりつけて行われる。
荷重を支えるための構造体は鉄製が一般的であり、天井クレーンの場合、走行に必要なサドルの上にガーターを渡し、さらにそのガーターに巻き上げのための装置を取り付ける。
荷とともに移動するタイプの天井クレーンは、ぶら下げられた有線コントローラーで操作する。あるいは、無線でのコントローラでラジコン操作される場合がある。大型のものには運転台があり、運転士がそこから操作する。

## クレーンの種類

### 天井クレーン

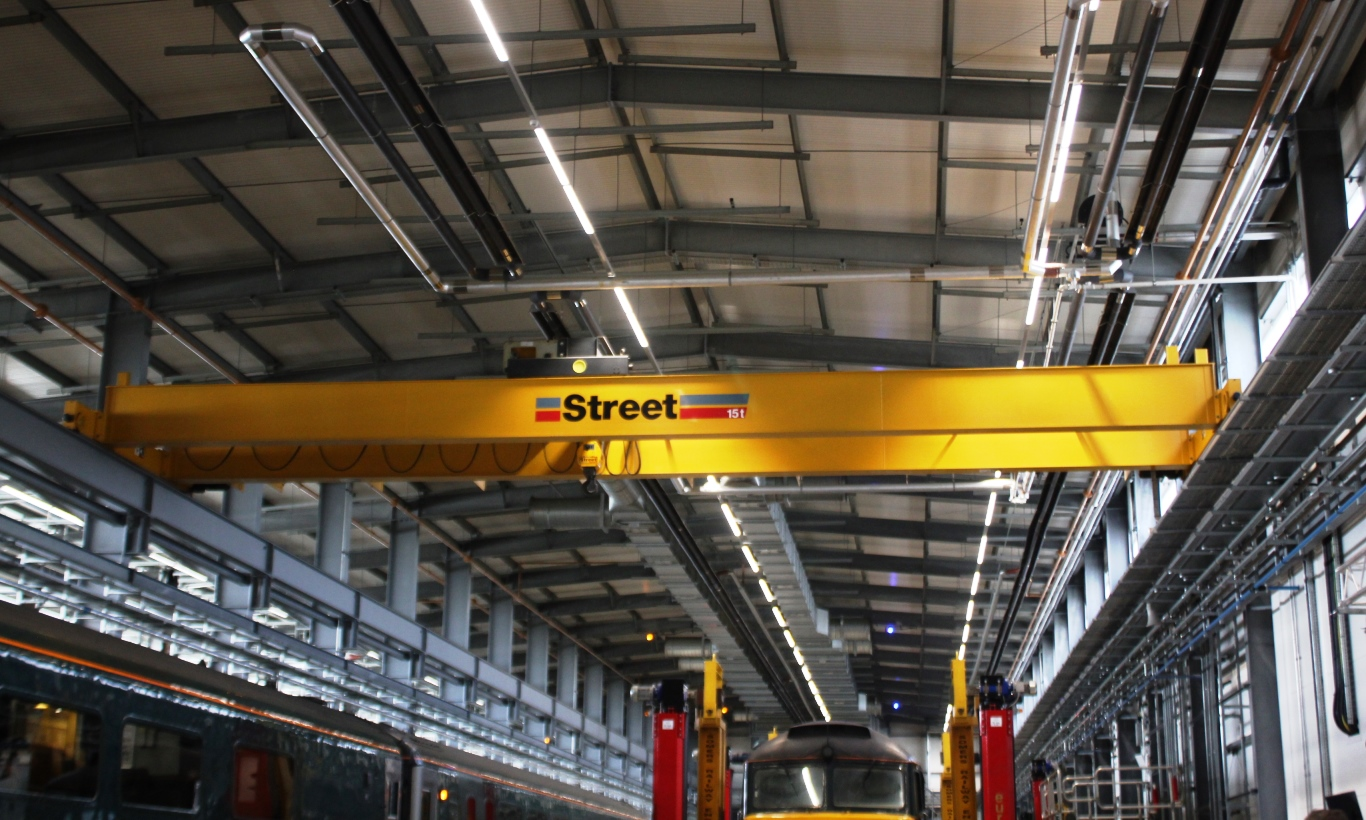
天井クレーン

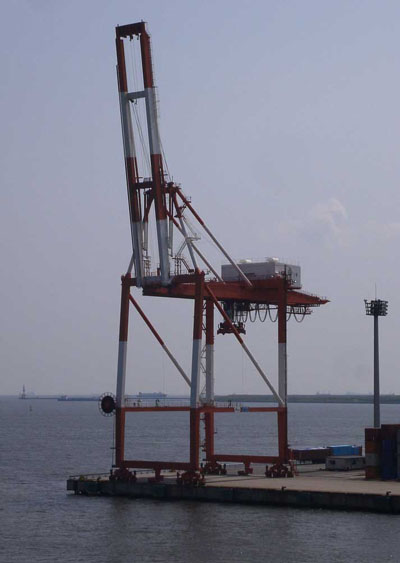
港湾用コンテナクレーン

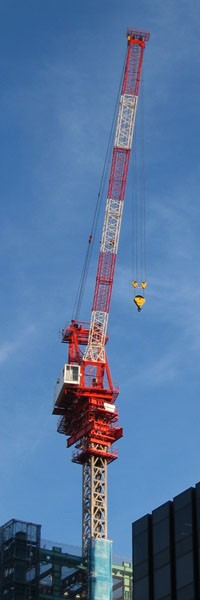
タワークレーン（クライミング式ジブクレーン）

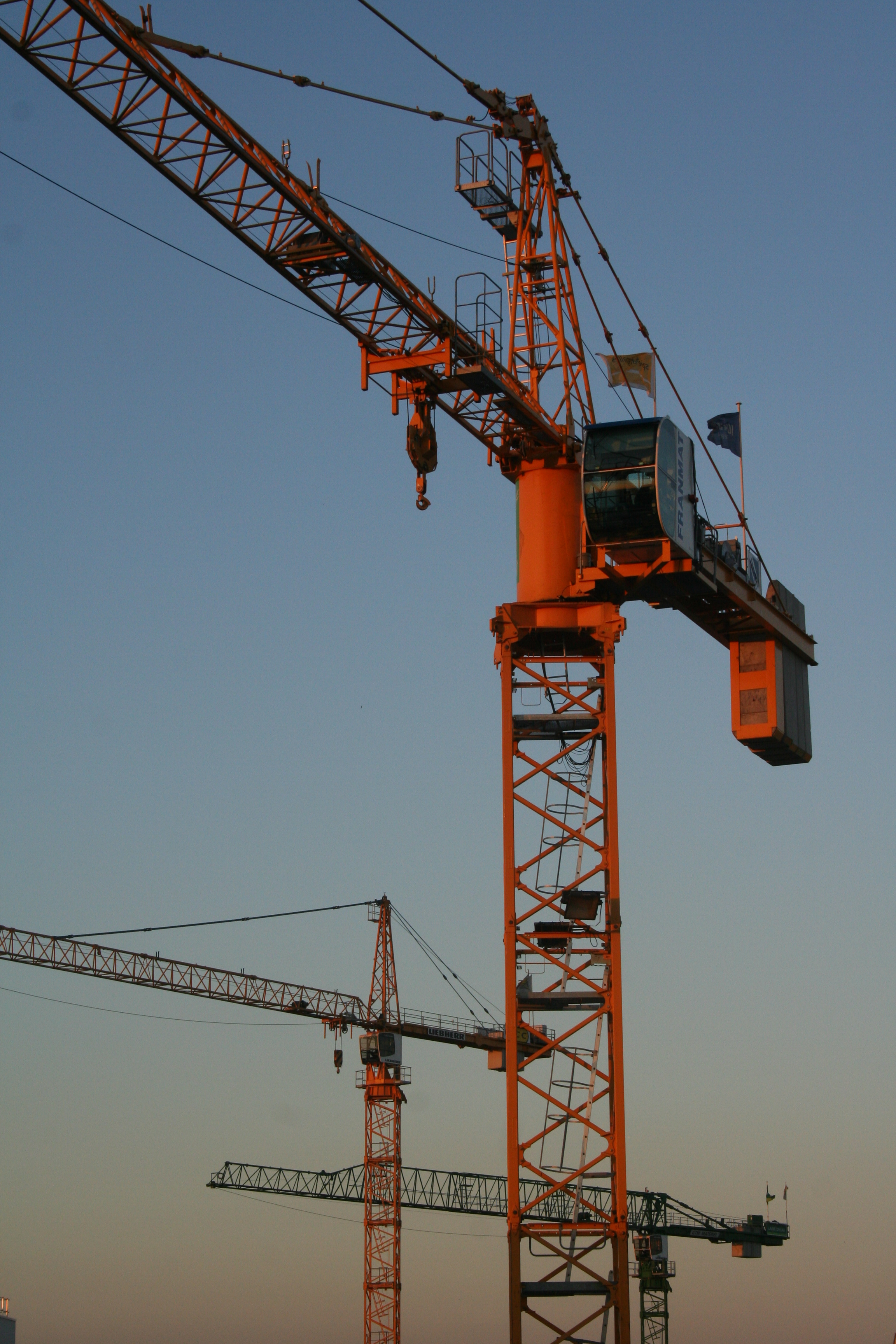
タワークレーン（フランス・パリ）

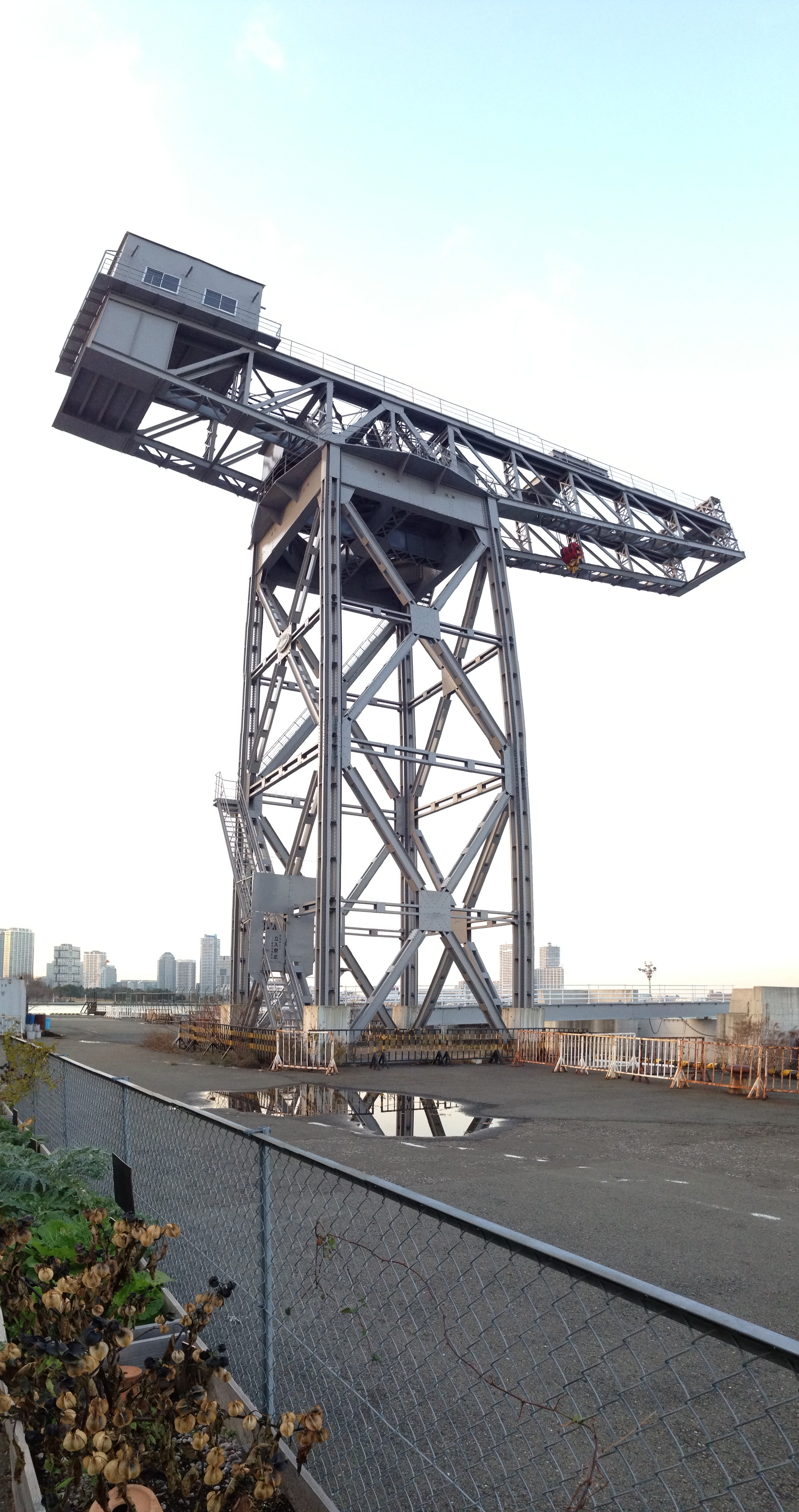
ハンマヘッドクレーンの遺構（横浜・新港埠頭）

天井クレーンは屋内の天井空間を利用したクレーンで、建物の壁面上部にレールを設け、このレール上に桁を載せ、レール上にトロリが走行した形態をしている。
普通型天井クレーン
クラブトロリ式天井クレーン
ロープトロリ式天井クレーン（セミロープトロリ式を含む）
ホイスト式天井クレーン
特殊型天井クレーン
旋回式天井クレーン
旋回マントロリ式天井クレーン
すべり出し式天井クレーン
製鉄用天井クレーン（製鋼クレーン）
原料クレーン
装入クレーン
鋼塊クレーン
鋳なべクレーン
焼入れクレーン
鍛造クレーン

### ジブクレーン
ジブクレーンは屋外用のクレーンの一種で、ジブ（腕）の先端からワイヤロープを下げて重量物を吊り上げる。荷物の移動は回転運動により行われる。
ジブクレーン
低床ジブクレーン
低床ジブクレーン
ポスト型ジブクレーン
塔形・門形ジブクレーン
塔形ジブクレーン
高脚ジブクレーン（門形クレーン）
片脚ジブクレーン（半門形クレーン）
クライミング式ジブクレーン
つち形クレーン（ハンマヘッドクレーン）
ホイスト式つち形クレーン
トロリ式つち形クレーン
クラブトロリ式つち形クレーン
ロープトロリ式つち形クレーン
クライミング式つち形クレーン
引込みクレーン
ダブルリンク式引込みクレーン
スイングレバー式引込みクレーン
ロープバランス式引込みクレーン
テンションロープ式引込みクレーン
壁クレーン（ウォールクレーン）
ホイスト式壁クレーン
トロリ式壁クレーン
クラブトロリ式壁クレーン
ロープトロリ式壁クレーン

### テルハ（モノレールホイスト）

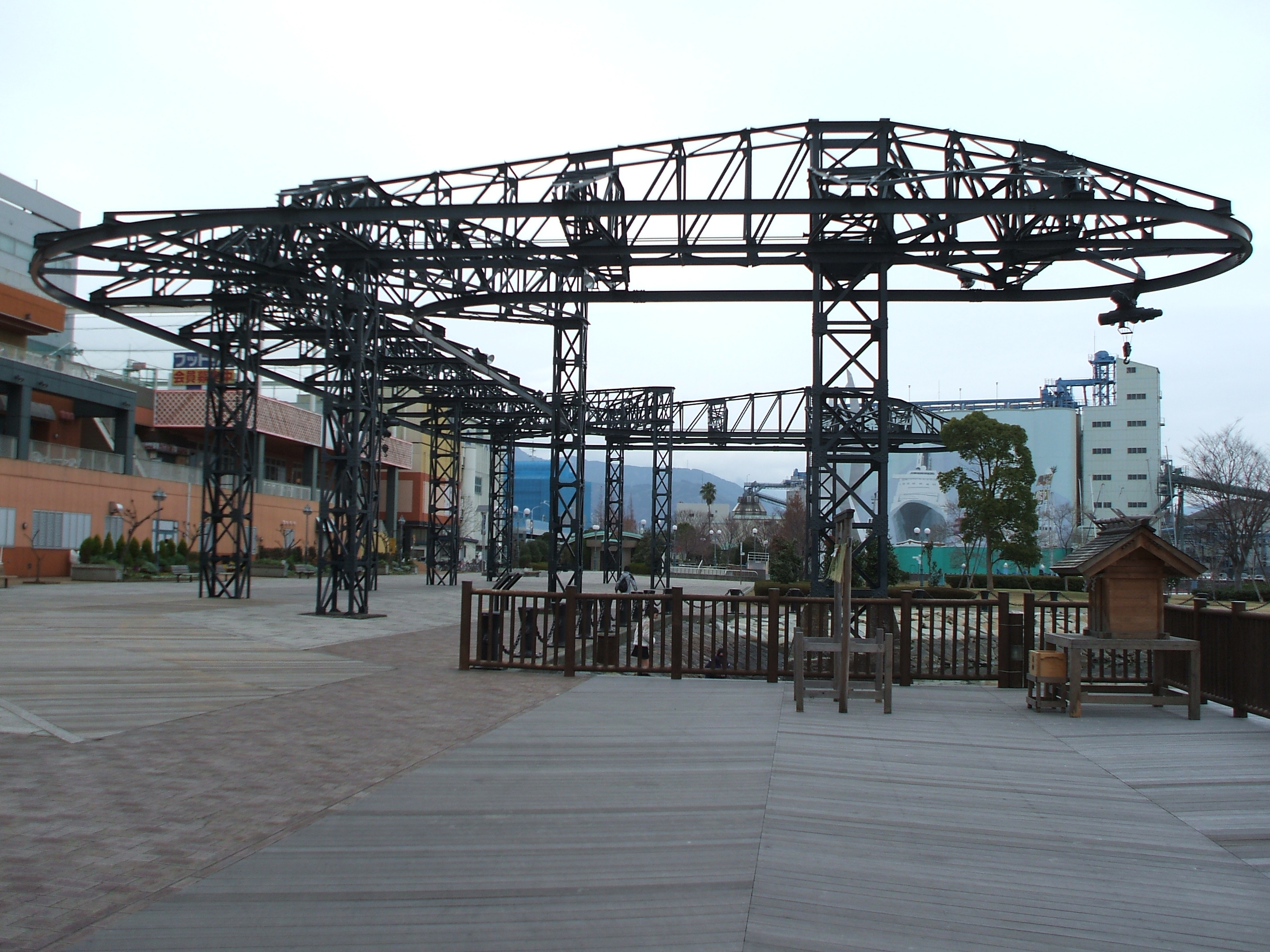
テルファークレーン（テルハ、国の登録有形文化財）

### 橋形クレーン
普通型橋形クレーン
ホイスト式橋形クレーン
トロリ式橋形クレーン
クラブトロリ式橋形クレーン
ロープトロリ式橋形クレーン
マントロリ式橋形クレーン
特殊型橋形クレーン
旋回マントロリ式橋形クレーン
ジブクレーン式橋形クレーン
引込みクレーン式橋形クレーン

### アンローダ
橋形クレーン式アンローダ
クラブトロリ式アンローダ
ロープトロリ式アンローダ
マントロリ式アンローダ
引込みクレーン式アンローダ
ダブルリンク式アンローダ
ロープバランス式アンローダ
特殊型アンローダ
旋回マントロリ式アンローダ

### ケーブルクレーン
固定ケーブルクレーン
固定ケーブルクレーン
揺動ケーブルクレーン
走行ケーブルクレーン
片側走行ケーブルクレーン
両側走行ケーブルクレーン
橋形ケーブルクレーン

### スタッカークレーン
普通型スタッカークレーン（人荷昇降式）
天井クレーン型スタッカークレーン
床上型スタッカークレーン
懸垂型スタッカークレーン
荷昇降式スタッカークレーン
天井クレーン型スタッカークレーン
床上型スタッカークレーン
懸垂型スタッカークレーン

## 法的規制
労働基準法関係
トン数に関わらずクレーンの運転の業務、玉掛けの業務（二人以上の者によって行う玉掛けの業務における補助作業の業務を除く。）は、労働基準法第62条、年少者労働基準規則第8条により18歳未満の者を従事させることができない。
つり上げ荷重が5トン以上のクレーンの運転の業務、トン数に関わらず玉掛けの業務（二人以上の者によって行う玉掛けの業務における補助作業の業務を除く。）は、労働基準法第64条の3、女性労働基準規則第2条により妊娠中の女性を従事させることができず、出産後1年を経過しない女性がこの業務に従事しない旨を申し出た場合も従事させることができない。
運転に必要な資格
- つり上げ荷重5トン以上のクレーンの運転は、クレーン・デリック運転士免許もしくは旧・クレーン運転士免許が必要。
- つり上げ荷重5トン以上であっても、床上で運転しかつ運転者が荷の移動とともに移動する方式のクレーンの運転は、技能講習が必要。
- つり上げ荷重5トン未満のクレーンの運転は、特別教育が必要。

上位の資格があれば下位のクレーンを運転できる。
これらの資格では移動式クレーンを運転できない。移動式クレーンを運転するには別の資格が必要。
つり上げ荷重が1トン以上のクレーンにかかわる玉掛け作業は玉掛け技能講習が必要。荷物が1トン未満でも、クレーンが1トン以上なら技能講習が必要。1978年（昭和53年）9月30日以前のクレーン運転士免許は、玉掛け技能講習を受けているものと見なされる。
製造・設置
つり上げ荷重3トン以上（スタッカー式クレーンにあっては1トン以上）のクレーンを製造しようとする者は、あらかじめ都道府県労働局長の許可を受けなければならず（労働安全衛生法第37条））、また設置したとき、主要構造部分に変更を加えたとき、使用を休止したものを再び使用しようとするときには、労働基準監督署長の検査を受けなければならない（労働安全衛生法第38条3項）。この検査に合格した場合、検査証の交付又は既に交付されている検査証に裏書が行われる（労働安全衛生法第39条2項、3項）
航空障害灯
高さ60mを超える建物を建設する場合かつ夜間も作業をする場合は航空法により、航空障害灯の設置が義務付けられており、一般的には紅白の塗装が施されているが、これは同じ航空法による昼間障害標識である。

## その他

### 愛称
建設現場ではクレーンが複数台あったりすると、愛称をつけて区別することがある。
例えば、2003年に東京新宿駅で稼動していた2台のクレーンは、同駅を始発駅として運行している中央本線特急列車の愛称とそれにちなんだ歌謡曲から、「かいじ1号」と「あずさ2号」と呼ばれていた。